# Cañizares (Cuenca)
Cañizares ist ein Ort und eine zentralspanische Gemeinde (municipio) mit 440 Einwohnern (Stand: 2024) im Norden der Provinz Cuenca in der Autonomen Region Kastilien-La Mancha. Cañizares ist der Hauptort der Comarca Serranía Alta. Neben dem Ort Cañizares gehört die Ortschaft Puente de Vadillos zur Gemeinde.

## Lage und Klima
Cañizares liegt auf der Westseite des Iberischen Gebirges in einer Höhe von ca. 1135 m. Die Provinzhauptstadt Cuenca befindet sich gut 62 Kilometer (Fahrtstrecke) südlich. Der Río Guadielo fließt durch die Ortschaft Puente de Vadillos. Das Klima im Winter ist gemäßigt, im Sommer dagegen warm bis heiß. Regen (615 mm/Jahr) fällt das ganze Jahr über.

## Bevölkerungsentwicklung
| Jahr      | 1970 | 1981 | 1991 | 2001 | 2011 | 2021 |
| Einwohner | 864  | 693  | 652  | 613  | 526  | 430  |

## Sehenswürdigkeiten
- Jakobuskirche
- Marienkapelle